# Euclymene annandalei
Euclymene annandalei är en ringmaskart som beskrevs av Rowland Southern 1921. Euclymene annandalei ingår i släktet Euclymene och familjen Maldanidae. Inga underarter finns listade i Catalogue of Life.